# Kirche der Versammlung aller serbischen Heiligen (Saalfelden)

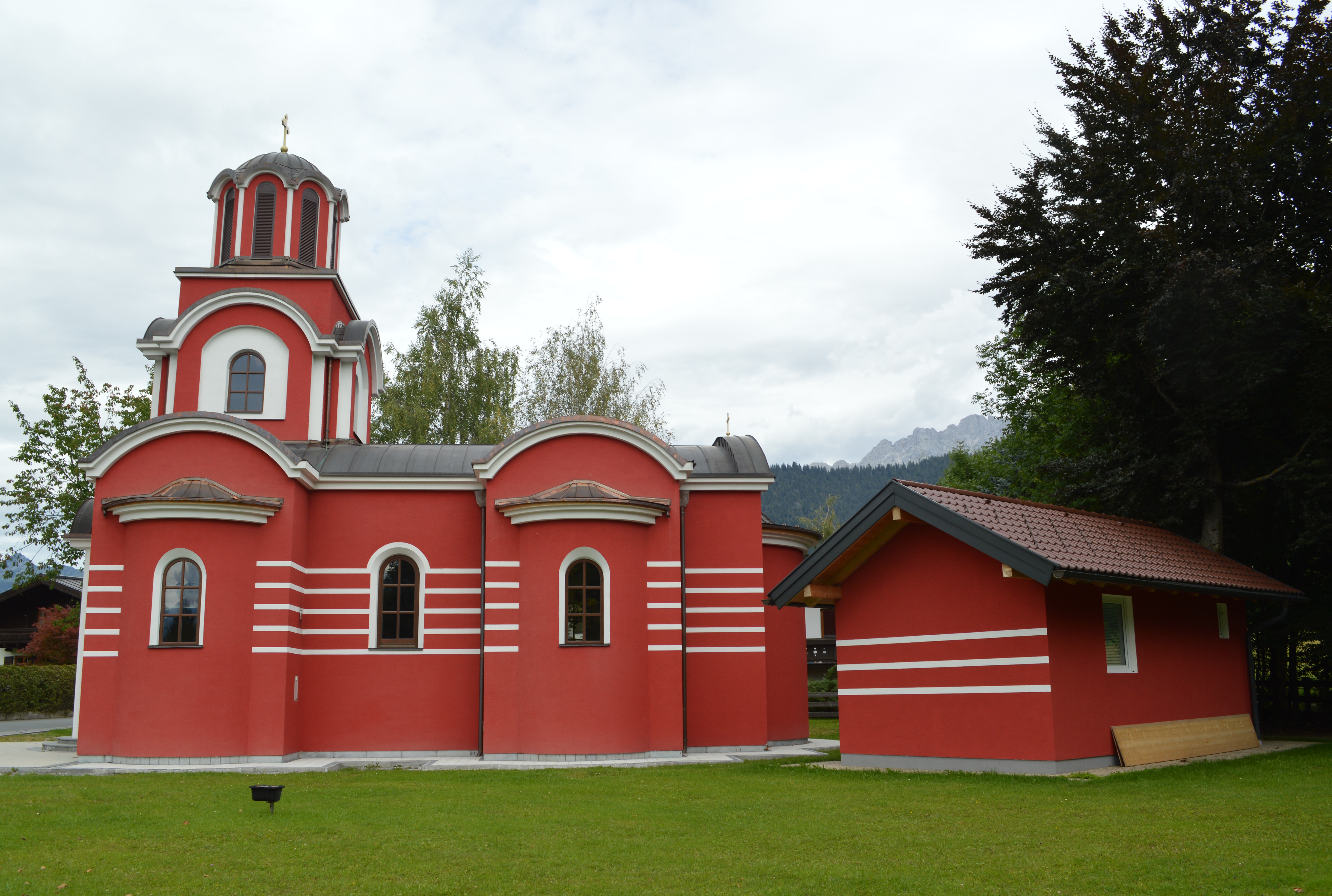
Serbisch-orthodoxe Kirche in Saalfelden (Bürgerau)

Die Kirche der Versammlung der serbischen Heiligen oder Allerheiligenkirche (serbisch: Црква Сабора свих српских Светитеља, Crkva Sabora svih srpskih Svetitelja) ist eine serbisch-orthodoxe Kirche in der Salzburger Stadtgemeinde Saalfelden (Bezirk Zell am See). Das 2009 fertiggestellte Gotteshaus ist das erste serbisch-orthodoxe Kirchengebäude im Bundesland und die erste im traditionellen byzantinischen Stil gebaute Kirche Österreichs. Die der Versammlung aller serbischen Heiligen gewidmete Kirche ist die Pfarrkirche der Pfarrei Saalfelden im Dekanat Süd-West Österreich der Eparchie Österreich-Schweiz der Serbisch-Orthodoxen Kirche.

## Lage
Die Kirche steht in der Palvenstraße im Norden der 16.000 Einwohner zählenden Stadt Saalfelden im Bundesland Salzburg. Die Kirche dient als Gotteshaus für die 2.000 Mitglieder zählende serbisch-orthodoxe Pfarrgemeinde der Pinzgauer Stadt.

## Geschichte
Die serbisch-orthodoxe Kirche in Saalfelden trägt den Namen Kirche der Versammlung der serbischen Heiligen. Die Bauarbeiten begannen 2002. Der Rohbau des Gebäudes war 2009 nach sieben Jahren fertiggestellt. Für den 17. September plante die Serbisch-orthodoxe Pfarrgemeinde die Feier der Kreuzaufsetzung.
Erster Pfarrer der Kirche wurde Jovan Alimpić, Sohn des Erzpriesters der Kirche in Hrtkovci (Serbien), die als Vorbild zur Bauplanung der Kirche diente. In Saalfelden werden seit 2002 serbisch-orthodoxe Gottesdienste gefeiert. Die evangelische Pfarre hatte dafür den serbischen Gläubigen ihre Friedenskirche zur Verfügung gestellt.
Eine ähnliche Situation gibt es in der Stadt Salzburg, wo die serbisch-orthodoxen Gottesdienste in der katholischen Bürgerspitalkirche St. Blasius gefeiert werden. Die Schönheit der serbischen-orthodoxen Kirche in Saalfelden wird von den Bürgern so geschätzt, dass sie zuweilen als „Perle der Stadt“ bezeichnet wird.

### Weihe der Kirche am 19. September 2009
Der damalige Diözesanbischof der Serbisch-Orthodoxen Kirche (SOK) in Österreich, Deutschland, Liechtenstein und der Schweiz, Bischof Konstantin (Đokić), weihte dort das erste im traditionellen Stil gebaute serbische Gotteshaus in Österreich: Die Kirche der Versammlung der serbischen Heiligen. Danach zelebrierte der Bischof in der neu geweihten Kirche die Hl. Liturgie unter Konzelebration des Gemeindepfarrers Jovan Alimpić und seines Vaters, Erzpriester Dragiša Alimpić, Pfarrer im nordserbischen Hrtkovci.
Die Verbindung der Gemeinde zu anderen Gemeinden der Diözese wurde deutlich durch die Teilnahme eines Gesangsquartetts der serbisch-orthodoxen Kirchengemeinde Zürich unter der Leitung des dortigen Pfarrers, Dr. Miroslav Simijonović, am Gottesdienst. Wie gut integriert die serbisch-orthodoxe Kirchengemeinde in Saalfelden in die österreichische Gesellschaft ist, zeigte unter anderem das Mitsingen des Chores aus Saalfelden, in welchem auch ein ehemaliger Vizebürgermeister der Stadt, Ernst Pesentheiner, sang. Nach den Gottesdiensten feierten etwa 2.000 Mitglieder und Gäste der Gemeinde ihr Patronatsfest im Kongresszentrum Saalfelden.
Dabei kam ihre Integriertheit in die österreichische Gesellschaft wieder deutlich zum Ausdruck, denn auf der Feier sprachen nicht nur Bischof Konstantin und der serbische Generalkonsul Zoran Jeremić aus Salzburg, sondern auch der Bürgermeister der Stadt Saalfelden, Günter Schied, Pfarrer Roland Rasser von der römisch-katholischen Kirche sowie Pfarrer Robert Jonischkeit von der evangelischen Kirchengemeinde. Bürgermeister Schied unterstrich in seiner Rede die Schönheit der serbischen orthodoxen Kirche in Saalfelden und lobte die Bemühungen von Pfarrer Jovan Alimpić, der auch selbst bei den Bauarbeiten aushalf. Derzeitiger Priester der Kirche ist Gojko Ostojić.

### Finanzierung der Kirche
Die serbisch-orthodoxe Kirchengemeinde in Wien beteiligte sich maßgeblich an der Finanzierung des Bauvorhabens. Auch das römisch-katholische Erzbistum Salzburg und die evangelische Kirchengemeinde Saalfelden haben den Bau der neuen Kirche finanziell unterstützt.
Darüber hinaus hatten sie die serbische-orthodoxe Gemeinde dadurch gefördert, dass sie jahrelang ihre eigenen Gottesdiensträume der Gemeinde zur Verfügung gestellt hatten. In einem Gespräch mit SOK AKTUELL betonte Pfarrer Jovan Alimpić die selbstlose Hilfe der beiden Kirchen und bezeugte seine große Dankbarkeit ihnen gegenüber.
Er betonte auch seine Dankbarkeit der Gemeinde Saalfelden gegenüber. Sowohl Bürgermeister Günter Schied als auch der zweite Vizebürgermeister Erich Rohrmoser und der ehemalige Vizebürgermeister Ernst Pesentheiner haben von Anfang an den Bau der Kirche im traditionellen serbisch-byzantinischen Stil unterstützt, so Vater Jovan Alimpić: „Die Baugenehmigung war überhaupt kein Problem. Wir konnten auch ein wunderschönes Grundstück bekommen, das neben der evangelischen Kirche liegt!“
Auch mit der Hilfe zahlreicher freiwilliger Spender und Helfer wurde der Bau der Kirche finanziert. So haben rund 100 serbische Handwerker aus ganz Salzburg in ihrer Freizeit an der Kirche gebaut, wodurch 200.000 Euro an Kosten eingespart werden konnten.

## Architektur
Der Bau wurde nach dem Vorbild der St.-Georg-Kirche im nordserbischen Hrtkovci (Srem/Vojvodina) von einem Salzburger Architekturbüro geplant; einer der beteiligten Architekten gehört selbst der Serbisch-Orthodoxen Kirche an. Die Kirche ist im serbisch-byzantinischen Stil errichtet worden.